# 和泉強志
和泉　強志（いずみ　つよし、1984年7月25日 -）は高知県出身の日本の柔道家。60kg級の選手。身長は168cm。組み手は右組み。得意技は体落。

## 経歴
柔道は7歳の時に修志館で始めた。北陵中学から岡豊高校へ進むと、3年の時にインターハイの60kg級決勝で近代福山高校の平岡拓晃に敗れるが2位となった。
2003年には国士舘大学へ進学すると、1年の時には学生体重別で3位となった。2年の時には体重別団体で2位だった。3年の時には体重別団体で2位、講道館杯では3位に入った。4年の時には体重別団体で優勝すると、学生体重別では決勝で大学の1年後輩となる豊田眞太朗を破って優勝した。さらに講道館杯でも決勝で了徳寺学園職員の小川武志を破って優勝を飾った。世界学生では3位にとどまった。
2007年にはセコムの所属となると、実業個人選手権で3位となった。その後、自衛隊体育学校に所属を変更すると、2009年と2010年の実業個人選手権では決勝で小川に敗れて2位だった。その後、立川拘置所の所属に変わった。

## 主な戦績
- 2002年 -　インターハイ　個人戦　2位
- 2003年　- 学生体重別　3位
- 2004年　- 体重別団体　2位
- 2005年　- 体重別団体　2位
- 2005年　- 講道館杯　3位
- 2006年　- 学生体重別　優勝
- 2006年　- 体重別団体　優勝
- 2006年　- 講道館杯　優勝
- 2006年 -　世界学生　3位
- 2007年　- 実業個人選手権　3位
- 2009年　- 環太平洋柔道選手権大会　2位
- 2009年　- 実業個人選手権　2位
- 2010年　- 実業個人選手権　2位

(出典、JudoInside.com)